# Central (Louisiana)
Central è un comune degli Stati Uniti d'America, situato nello stato della Louisiana, in particolare nella parrocchia di East Baton Rouge.